# クェルセチン-2,3-ジオキシゲナーゼ
クェルセチン-2,3-ジオキシゲナーゼ（quercetin 2,3-dioxygenase）は、次の化学反応を触媒する酸化還元酵素である。
クェルセチン + O2 {\displaystyle \rightleftharpoons } 2-プロトカテコイルフロログルシノールカルボン酸 + CO + H+
反応式の通り、この酵素の基質はクェルセチンとO2、生成物は2-プロトカテコイルフロログルシノールカルボン酸とCOとH+である。補因子として鉄と銅を用いる。
組織名はquercetin:oxygen 2,3-oxidoreductase (decyclizing)で、別名にquercetinase、flavonol 2,4-oxygenaseがある。